# PlayStation Awards
 (novembre 2014).
Les PlayStation Awards sont des prix remis chaque année depuis 1995 par Sony Computer Entertainement lors d'une soirée spéciale. Ils sont exclusivement destinés aux jeux sortis sur les consoles PlayStation. 
Les jeux les plus vendus durant l'année passée y sont récompensés en fonction du nombre d'unités vendues. Une autre série de récompenses est parfois décernée pour les jeux les mieux réalisés.

## Édition 1995
Les PlayStation Awards ont été remis en 1995.
Prix Gold (500 000 unités vendues)
- Battle Arena Toshinden (PlayStation)
- Ridge Racer (PlayStation)
- Tekken (PlayStation)

## Édition 1996
Les PlayStation Awards ont été remis en 1996.
Prix Platinum (1 million d'unités vendues)
- Tekken 2 (PlayStation)

Prix Gold (500 000 unités vendues)
- Resident Evil (PlayStation)
- Ridge Racer Revolution (PlayStation)

## Édition 1997
Les PlayStation Awards ont été remis en 1997.
Prix Triple Platinum (3 millions d'unités vendues)
- Final Fantasy VII (PlayStation)

Prix Platinum (1 million d'unités vendues)
- Resident Evil (PlayStation)

Prix Gold (500 000 unités vendues)
- Arc the Lad II (PlayStation)
- Crash Bandicoot (PlayStation)
- Kurushi (PlayStation)
- Neo Super Robot Wars (PlayStation)
- Parappa the Rapper (PlayStation)
- Puyo Puyo 2 (PlayStation)
- Rage Racer (PlayStation)
- Soul Edge (PlayStation)
- Street Fighter Alpha 2 (PlayStation)
- Tobal n°1 (PlayStation)
- Tokimeki Memorial: Forever With You (PlayStation)

## Édition 1998
Les PlayStation Awards ont été remis en 1998.
Prix Double Platinum (2 millions d'unités vendues)
- Gran Turismo (PlayStation)
- Resident Evil 2 (PlayStation)

Prix Platinum (1 million d'unités vendues)
- Chocobo no Fushigi na Dungeon (PlayStation)
- Derby Stallion (PlayStation)
- Everybody's Golf (PlayStation)
- Final Fantasy Tactics (PlayStation)
- Parappa the Rapper (PlayStation)
- Parasite Eve (PlayStation)
- SaGa Frontier (PlayStation)
- Tekken 3 (PlayStation)

Prix Gold (500 000 unités vendues)
- Ace Combat 2 (PlayStation)
- Crash Bandicoot 2: Cortex Strikes Back (PlayStation)
- Densha de Go! (PlayStation)
- Front Mission 2 (PlayStation)
- Jikkyou Powerful Pro Yakyuu '97 Kaimakuban (PlayStation)
- Momotaro Dentetsu 7 (PlayStation)
- Monster Rancher (PlayStation)
- Resident Evil: Director's Cut (PlayStation)
- Tales of Destiny (PlayStation)
- Xenogears (PlayStation)

## Édition 1999
Les PlayStation Awards ont été remis en 1999.
Prix Triple Platinum (3 millions d'unités vendues)
- Final Fantasy VIII (PlayStation)

Prix Platinum (1 million d'unités vendues)
- Devil Dice (PlayStation)
- Densha de Go! (PlayStation)
- Crash Bandicoot 3: Warped (PlayStation)

Prix Gold (500 000 unités vendues)
- FIFA 98 : En route pour la Coupe du monde (PlayStation)
- Final Fantasy VII International (PlayStation)
- Densha de Go! 2 (PlayStation)
- Brave Fencer Musashi (PlayStation)
- Star Ocean: The Second Story (PlayStation)
- Metal Gear Solid (PlayStation)
- R4: Ridge Racer Type 4 (PlayStation)
- Chocobo no Fushigi na Dungeon 2 (PlayStation)
- Simple 1500 Series Vol. 1: The Mahjong (PlayStation)
- Suikoden II (PlayStation)
- SD Gundam G Generation (PlayStation)
- Monster Rancher 2 (PlayStation)
- Beatmania (PlayStation)
- Dance Dance Revolution (PlayStation)
- Street Fighter Alpha 3 (PlayStation)
- Tales of Phantasia (PlayStation)
- International Superstar Soccer Pro 98 (PlayStation)
- SaGa Frontier 2 (PlayStation)
- Jikkyō Powerful Pro Yakyū '98 (PlayStation)
- UmJammer Lammy (PlayStation)

## Édition 2000
Les PlayStation Awards ont été remis en 2000.
Prix Platinum (1 million d'unités vendues)
- Beatmania (PlayStation)
- Dance Dance Revolution: 1st Mix (PlayStation)
- Dance Dance Revolution: 2nd Mix (PlayStation)
- Everybody's Golf 2 (PlayStation)
- Gran Turismo 2 (PlayStation)
- Resident Evil 3: Nemesis (PlayStation)

Prix Gold (500 000 unités vendues)
- Beatmania 3rdMix (PlayStation)
- Chrono Cross (PlayStation)
- Crash Team Racing (PlayStation)
- Derby Stallion 99 (PlayStation)
- Dino Crisis (PlayStation)
- Doko Demo Issyo (PlayStation)
- Genealogy of Ambition Zeon: Mobile Suit Gundam Gillen (PlayStation)
- ISS Pro Evolution (PlayStation)
- Jikkyō Powerful Pro Yakyū '99 (PlayStation)
- Legend of Mana (PlayStation)
- Momotaro Dentetsu V (PlayStation)
- Ridge Racer V (PlayStation)
- SD Gundam G Generation Zero (PlayStation)
- Simple 1500 Series Vol. 10: Billard (PlayStation)
- Torneko no Daibōken 2: Fushigi no Dungeon (PlayStation)
- Valkyrie Profile (PlayStation)
- Yu-Gi-Oh! Shin Duel Monsters (PlayStation)

Prix spécial PlayStation 2
- Dead or Alive 2 (PlayStation 2)
- Kessen (PlayStation 2)
- Tekken Tag Tournament (PlayStation 2)

## Édition 2001
Les PlayStation Awards ont été remis en juin 2001,.
Prix Quadruple Platinum (4 millions d'unités vendues)
- Dragon Quest VII (PlayStation)

Prix Double Platinum (2 millions d'unités vendues)
- Final Fantasy IX (PlayStation)

Prix Platinum (1 million d'unités vendues)
- Gran Turismo 3: A-Spec (PlayStation 2)
- Onimusha: Warlords (PlayStation 2)
- Simple 1500 Series Vol. 1: The Mahjong (PlayStation)

Prix Gold (500 000 unités vendues)
- Resident Evil: Code Veronica X (PlayStation 2)
- Gekikuukan Pro Baseball: At the End of the Century 1999 (PlayStation 2)
- Tekken Tag Tournament (PlayStation 2)
- The Bouncer (PlayStation 2)
- Pachislot Aruze Kingdom 2 (PlayStation)
- Pachislot Aruze Kingdom 4 (PlayStation)
- Final Fantasy: Millennium Collection (PlayStation)
- DX Game of Life 2 (PlayStation)
- Super Robot Taisen Alpha (PlayStation)
- Super Robot Taisen Alpha Gaiden (PlayStation)
- Tales of Eternia (PlayStation)

Prix du public
1. Final Fantasy IX (Squaresoft)
2. Gran Turismo 3: A-Spec (Sony)
3. Dragon Quest VII (Enix)
4. Onimusha: Warlords (Capcom)
5. Winning Eleven 5 (Konami KCET)

Meilleur graphisme
1. Final Fantasy IX (Squaresoft)
2. Gran Turismo 3: A-Spec (Sony)
3. Onimusha: Warlords (Capcom)
4. Dragon Quest VII (Enix)
5. Kessen II (Koei)

Meilleur son
1. Final Fantasy IX (Squaresoft)
2. Gran Turismo 3: A-Spec (Sony)
3. Dragon Quest VII (Enix)
4. Onimusha: Warlords (Capcom)
5. Para Para Paradise (Konami)

Meilleur scénario
1. Final Fantasy IX (Squaresoft)
2. Dragon Quest VII (Enix)
3. Onimusha: Warlords (Capcom)
4. Resident Evil: Code Veronica X (Capcom)
5. Tales of Eternia (Namco)

Meilleur personnage
1. Vivi (Final Fantasy IX, Squaresoft)
2. Zidane (Final Fantasy IX, Squaresoft)
3. Akechi Samanosuka (Onimusha: Warlords, Capcom)
4. Garnet (Final Fantasy IX, Squaresoft)
5. Klonoa (Klonoa 2: Lunatea's Veil, Namco)

## Édition 2002
Les PlayStation Awards ont été remis en juin 2002,.
Prix Double Platinum (2 millions d'unités vendues)
- Final Fantasy X (PlayStation 2)

Prix Platinum (1 million d'unités vendues)
- Dragon Quest IV (PlayStation)
- Onimusha 2: Samurai's Destiny (PlayStation 2)
- Everybody's Golf 3 (PlayStation 2)

Prix Gold (500 000 unités vendues)
- Dynasty Warriors 3 (PlayStation 2)
- Devil May Cry (PlayStation 2)
- Metal Gear Solid 2: Sons of Liberty (PlayStation 2)
- Winning Eleven 5 (PlayStation 2)
- Winning Eleven 6 (PlayStation 2)
- Kingdom Hearts (PlayStation 2)
- Virtua Fighter 4 (PlayStation 2)
- Let's Make a J.League Pro Soccer Team! 2002 (PlayStation 2)
- Momotarô Dentei X (PlayStation 2)
- One Piece: Grand Battle (PlayStation 2)
- One Piece: Grand Battle 2 (PlayStation 2)
- Gundam: Giren's Ambition - Zion Independence War (PlayStation 2)
- Super Robot Wars Impact (PlayStation 2)

Prix du public
1. Final Fantasy X (Squaresoft)
2. Kingdom Hearts (Squaresoft)
3. Xenosaga Episode I: Der Wille zur Macht (Namco)
4. Metal Gear Solid 2: Sons of Liberty (Konami)
5. America Quiz (DigiCube)
6. Dynasty Warriors 3 (Koei)
7. Virtua Fighter 4 (Sega)
8. Final Fantasy X International (Squaresoft)
9. Onimusha 2: Samurai's Destiny (Capcom)
10. Dragon Quest IV (Enix)

Prix des éditeurs de jeu
1. Final Fantasy X (Squaresoft)
2. Dynasty Warriors 3 (Koei)
3. Virtua Fighter 4 (Sega)
4. Metal Gear Solid 2: Sons of Liberty (Konami)
5. Onimusha 2: Samurai's Destiny (Capcom)
6. Mobile Suit Gundam: Federation vs. Zion DX (Bandai)
7. Ace Combat 4 (Namco)
8. Kingdom Hearts (Squaresoft)
9. Devil May Cry (Capcom)
10. Graffiti Kingdom (Taito)

Prix des magazines de jeu
1. Final Fantasy X (Squaresoft)
2. Metal Gear Solid 2: Sons of Liberty (Konami)
3. Virtua Fighter 4 (Sega)
4. Dynasty Warriors 3 (Koei)
5. Way of the Samurai (Spike)
6. Winning Eleven 6 (Konami)
7. Kingdom Hearts (Squaresoft)
8. Xenosaga Episode I: Der Wille zur Macht (Namco)
9. Ico (Sony)
10. Devil May Cry (Capcom)

## Édition 2003
Les PlayStation Awards ont été remis en juillet 2003,.
Prix Double Platinum (2 millions d'unités vendues)
- Final Fantasy X-2 (PlayStation 2)

Prix Platinum (1 million d'unités vendues)
- Dynasty Warriors 3 (PlayStation 2)
- Dynasty Warriors 4 (PlayStation 2)
- Winning Eleven 6 (PlayStation 2)

Prix Gold (500 000 unités vendues)
- Devil May Cry 2 (PlayStation 2)
- Dynasty Warriors 3: Xtreme Legends (PlayStation 2)
- Winning Eleven 6: Final Evolution (PlayStation 2)
- SuperLite 1500: The Tetris (PlayStation 2)
- Torneko no Daibōken 3: Fushigi no Dungeon (PlayStation 2)
- Star Ocean: Till the End of Time (PlayStation 2)
- Dragon Ball Z: Budokai (PlayStation 2)
- Tales of Destiny 2 (PlayStation 2)
- Taiko no Tatsujin (PlayStation 2)
- Ratchet and Clank (PlayStation 2)
- SD Gundam G Generation NEO (PlayStation 2)
- Unlimited Saga (PlayStation 2)
- Dai-2-Ji Super Robot Taisen Alpha (PlayStation 2)

## Édition 2004
Les PlayStation Awards ont été remis en juillet 2004,.
Prix Platinum (1 million d'unités vendues)
- Dragon Quest V (PlayStation 2)
- Everybody's Golf 4 (PlayStation 2)
- Samurai Warriors (PlayStation 2)
- Winning Eleven 7 (PlayStation 2)

Prix Gold (500 000 unités vendues)
- Derby Stallion 04 (PlayStation 2)
- Dragon Ball Z: Budokai 2 (PlayStation 2)
- Dynasty Warriors 4: Xtreme Legends (PlayStation 2)
- Gran Turismo 4 Prologue (PlayStation 2)
- Jikkyô Powerful Pro Baseball 10 (PlayStation 2)
- Kidô Senshi Gundam Meguriai Sora (PlayStation 2)
- Kidô Senshi Z-Gundam: AEUG vs. Titans (PlayStation 2)
- Let's Make a J.League Pro Soccer Club! 3 (PlayStation 2)
- Onimusha 3: Demon Siege (PlayStation 2)
- Taiko no Tatsujin ~ Appare Sanyo Me ~ (PlayStation 2)
- Winning Eleven 7 International (PlayStation 2)

## Édition 2005
Les PlayStation Awards ont été remis en juillet 2005,.
Prix Double Platinum  (2 millions d'unités vendues)
- Dragon Quest VIII (PlayStation 2)

Prix Platinum (1 million d'unités vendues)
- Samurai Warriors 4 (PlayStation 2)
- Winning Eleven 8 (PlayStation 2)
- Jissen Pachi-Slot Hisshouhou: Hokuto no Ken (PlayStation 2)
- Gran Turismo 4 (PlayStation 2)

Prix Gold (500 000 unités vendues)
- Metal Gear Solid 3: Snake Eater (PlayStation 2)
- Winning Eleven 8: Liveware Evolution (PlayStation 2)
- Tales of Rebirth (PlayStation 2)
- Dragon Ball Z: Budokai 3 (PlayStation 2)
- Kidou Senshi Gundam: Ichinen Sensou (PlayStation 2)
- Super Robot Taisen MX (PlayStation 2)

Prix spécial PlayStation Portable (300 000 unités vendues)
- Dynasty Warriors (PlayStation Portable)
- Everybody's Golf Portable (PlayStation Portable)
- Ridge Racer (PlayStation Portable)

## Édition 2006
Les PlayStation Awards ont été remis en juillet 2006,.
Prix Double Platinum (2 millions d'unités vendues)
- Final Fantasy XII (PlayStation 2)

Prix Platinum (1 million d'unités vendues)
- Winning Eleven 9 (PlayStation 2)
- Winning Eleven 10 (PlayStation 2)
- Kingdom Hearts 2 (PlayStation 2)

Prix Gold (500 000 unités vendues)
- Resident Evil 4 (PlayStation 2)
- Monster Hunter Freedom (PlayStation Portable)
- Monster Hunter 2 (PlayStation 2)
- Samurai Warriors 2 (PlayStation 2)
- Jikkyou Powerful Pro Yakyuu 12 (PlayStation 2)
- Dirge of Cerberus: Final Fantasy VII (PlayStation 2)
- Dragon Ball Z: Budokai Tenkaichi (PlayStation 2)
- Tales of The Abyss (PlayStation 2)
- Dai-3-Ji Super Robot Taisen Alpha: Shuuen no Ginga e (PlayStation 2)